# Rhode Montijo
 (juillet 2011).
Si vous disposez d'ouvrages ou d'articles de référence ou si vous connaissez des sites web de qualité traitant du thème abordé ici, merci de compléter l'article en donnant les références utiles à sa vérifiabilité et en les liant à la section « Notes et références ».
Pour les articles homonymes, voir Montijo.
Rhode Montijo est un dessinateur indépendant américain d'origine italienne né en 1966 à San Francisco (Californie).

## Biographie
Rhode Montijo étudie au California College of Arts and Crafts, où il obtient un BFA en 1996. Montijo crée en 1990 la revue Pablo's Inferno. En 1999, il crée, avec Kenn Navarro et Audrey Ankrum, la série télévisée d'animation Happy Tree Friends, dont il détermine l'univers visuel. Faisant preuve d'un humour décalé et quelquefois pessimiste, il développe un univers haut en couleur qui a souvent recours au trash. Il travaille depuis 1998 aux Mondo Media Shows. En 2004, il quitte officiellement la série Happy Tree Friends pour se consacrer à son travail d'auteur de comics. En 2006, il publie un livre illustré pour enfants, The Halloween Kid,